# Alfred Clifton Hughes
Alfred Clifton Hughes (2 de dezembro de 1932) é um ministro católico romano americano e arcebispo emérito de Arquidiocese de Nova Orleães.

## Vida
Alfred Clifton Hughes foi ordenado sacerdote pela Arquidiocese de Boston em 15 de dezembro de 1957.
Em 21 de julho de 1981, o Papa João Paulo II o nomeou bispo auxiliar em Boston e bispo titular de Maximiana em Bizacena. O Arcebispo de Boston, cardeal Humberto Sousa Medeiros, consagrou-o em 14 de setembro do mesmo ano; Os co-consagradores foram os bispos auxiliares de Boston, Thomas Vose Daily e John Michael D'Arcy.
Foi nomeado Bispo de Baton Rouge em 7 de setembro de 1993 e empossado em 4 de novembro do mesmo ano. 
Em 16 de fevereiro de 2001, foi nomeado arcebispo coadjutor de Nova Orleans. Com a aposentadoria de Francis Schulte, ele o sucedeu em 3 de janeiro de 2002 como arcebispo de Nova Orleans. 
Papa Bento XVI aceitou seu pedido de aposentadoria em 12 de junho de 2009.
Alfred Hughes é Grande Oficial da Ordem Equestre do Santo Sepulcro de Jerusalém e foi Grande Prior da Tenência do Sudeste dos Estados Unidos da Ordem Equestre.